# Tomašpil
Tomašpil (ukrajinsky Томашпіль, rusky Томашполь – Tomašpol) je sídlo městského typu ve Vinnycké oblasti na Ukrajině. K roku 2014 měl přes pět tisíc obyvatel.

## Poloha a doprava
Tomašpil leží na Tomašpilce, levém přítoku Rusavy v povodí Dněstru. Od Vinnycji, správního střediska oblasti, je vzdálen přibližně pětadevadesát kilometrů jižně. Nejbližší železniční stanice je ve Vapňarce přibližně dvacet kilometrů východně na železniční trati Krasne – Oděsa.

## Dějiny
Tomašpil byl založen v roce 1616. Od roku 1923 má status sídla městského typu a ve stejném roce se stal také správním střediskem Tomašpilského rajónu. Ten zanikl při správní reformě v roce 2020 a od té doby je Tomašpil součástí Tulčynského rajónu.

### Rodáci
- Larysa Julianivna Kulišová (1931–2001), jazykovědkyně